# تريستان لاهاي
تريستان لاهاي (16 فبراير 1983 في فرنسا - ) (بالفرنسية: Tristan Lahaye)‏ هو لاعب كرة قدم فرنسي في مركز الدفاع. لعب مع نادي أميين ونادي بوفيه ونادي سيت ونادي شاتورو ونادي غرونوبل ونادي كورتريك ونادي نيور وSO Romorantin ‏ وFUSC Bois-Guillaume ‏.

## روابط خارجية
- تريستان لاهاي على موقع رابطة كرة القدم الفرنسية للمحترفين (الإنجليزية)
- تريستان لاهاي على موقع قاعدة بيانات كرة القدم.إي يو (الإنجليزية)
- تريستان لاهاي على موقع Soccerway.com (الإنجليزية)